# Aberavon
Aberavon (kymriska: Aberafan) är en community i kommunen Neath Port Talbot, Wales. Platsen fick sitt namn från floden Afan, som också gav namn åt ett medeltida herravälde i området. Idag är distriktet huvudsakligen en del av Port Talbot och täcker de centrala och sydvästra delarna av staden.
Den 1 december 2016 överfördes en del av communityn till den nybildade communityn Baglan Moors. 

## Sport
Aberavon RFC kommer från Aberavon och spelar i den högsta walesiska ligan för rugby union; Welsh Premier Division.